# شاه مرده‌است، زنده‌باد شاه!
Le Roi Est Mort, Vive Le Roi (به فرانسوی یعنی: شاه مرده‌است، زنده باد ملکه) آلبومی خلق شده در سال
۱۹۹۶ توسط پروژهٔ موسیقی، انیگما است.
با عرضهٔ آلبوم در ۲۵ نوامبر ۱۹۹۶، Le Roi Est Mort, Vive Le Roi به رتبهٔ یک در نروژ و رتبهٔ سوم در کل اروپا رسید. دو تک‌آهنگ «Beyond the Invisible» و «T.N.T. for the Brain» در زمان‌هایی نزدیک به آلبوم اصلی منتشر شدند. یک تک آهنگ برنامه‌ریزی شدهٔ دیگر، "Roundabout" در آخرین لحظات عرضه به دلایلی نامعین، منتشر نشد، حتی با وجود آن که یک ریمیکس از همین ترانه، توسط DJ Quicksilver منتشر شده بود.
این آلبوم، مسیر انیگما را ادامه داد؛ و با ترکیب عناصر آلبوم اولیهٔ انیگما، MCMXC a.D و نیز آلبوم دوم،
The CROSS of Changes صداهایی تقریباً مدرن و مربوط به زمان آینده را به آلبوم بخشید. نظر سازندهٔ این پروژه،
مایکل کرتو، در مورد Le Roi Est Mort, Vive Le Roi این بود که این آلبوم، فرزند دو آلبوم پیشین بوده و آلبوم اول،
پدر و آلبوم دوم، مادر این آلبوم هستند؛ همان‌طور که ترانهٔ ۱۹ ثانیه‌ای «Third of its Kind» این جمله را بیان می‌کند:

The first is the father --- اولی پدر است

The second is the mother --- دومی مادر است

And the third is the child --- و سومی فرزند است.

## نسخه‌های آلبوم
دو ویرایش برای بسته‌بندی آلبوم وجود دارد:
- یکی با عکس روی جلد کاغذی
- دیگری با محفظهٔ نیمه شفاف و کتابچهٔ همراه تصویر که در پلاستیکی سنگین تر چاپ شده‌اند.

## جوایز
Le Roi Est Mort, Vive Le Roi در رشتهٔ بهترین آلبوم گونهٔ عصر نو نامزد جایزهٔ گرمی
سال ۱۹۹۸ شد و Johann Zambryski طراح album art آلبوم، منجر شد که آلبوم، در رشتهٔ بهترین بسته‌بندی
آلبوم، نامزد شود.

## لیست آهنگ‌ها
1. «Le Roi Est Mort, Vive Le Roi» - (مایکل کرتو) - ۱:۵۷
2. «Morphing thru Time» - (کرتو) - ۵:۴۷
3. «Third of Its Kind» - (کرتو) - ۰:۱۹
4. «Beyond the Invisible» - (کرتو، دیوید فرستین) - ۵:۰۰
5. «Why!...» - (کرتو) - ۴:۵۹
6. «Shadows in Silence» - (کرتو) -
7. «The Child in Us» - (کرتو) - ۵:۰۶
8. «T.N.T. for the Brain» - (کرتو) - ۴:۲۶
9. «Almost Full Moon» - (کرتو) - ۳:۲۶
10. «The Roundabout» - (کرتو، فرستین) - ۳:۳۸
11. «Prism of Life» - (کرتو، فرستین) -
12. «Odyssey of the Mind» - (کرتو) -

### تک آهنگها
- ۱۹۹۶ - Beyond the Invisible
- ۱۹۹۷ - T.N.T. for the Brain
- ۱۹۹۸ - The Roundabout (به دلایل نامعین عرضه نشد)

## معانی آهنگ‌ها
1. «شاه مرده‌است، زنده باد شاه» --- این عبارت را این گونه می‌توان بیان کرد: حکم رسمی مرگ شاه پیشین و حکم تعیین شاه جدید؛ جمله‌ای مثبت در نیایش ادامهٔ عمل.[۱] - این گونه به نظر می‌آید که انیگما برای ادامهٔ فلسفهٔ همراه این آلبوم دعا می‌کند. البته اگر میان the king is dead و long live the king فاصله‌ای نباشد، عبارت تقریباً بدون هیچ گونه اختلافی این گونه معنا می‌شود: «یک شاه مرده‌است و آرزو می‌کنیم که شاه جدید برای مدت درازی عمر کند.»[۱]
2. «مورفینگ در طی زمان» --- مورفینگ یا morphing به عملی در علم انیمیشن و کامپیوتر گفته می‌شود که در طی آن، یک تصویر به آرامی یه تصویر بعدی متصل می‌شود.[۱] می‌توان برای این عمل واژهٔ نیمه مناسب «نگاره سازی کامپیوتری» را پیشنهاد کرد.
3. «سومی از نسل خودش» --- می‌توان به جای نسل از واژه‌های گونه یا نوع نیز استفاده کرد که با توجه به موضوع آلبوم، بهتر است که از همان واژهٔ نسل استفاده کرد.
4. «آنسوی نامرئی» --- از جمله معانی دیگری که برای Beyond بجای آنسو می‌توان پیشنهاد کرد از این جمله‌اند: دورتر، برتر از؛[۲] در حال اتفاق افتادن. هم چنین از معانی ای که ممکن است برای مفهوم این آهنگ در واژهٔ beyond استفاده کرد: به سوی یا در درجه‌ای که یک عمل معین غیرممکن است.
5. «چرا… !» --- این که چرا در پایان چرا از علامت تعجب استفاده شود با مراجعه به قسمت لینک به بیرون برای متن ترانه‌های آلبوم، به وضوح، قابل فهمیدن است.
6. «سایه‌های در تاریکی»
7. «بچهٔ میان ما»
8. «T.N.T برای مغز»
9. «قرص تقریباً کامل ماه»
10. «چهارراه فلکه‌ای» --- چهارراه فلکه‌ای واژه‌ای است که در صنعت راه‌سازی به کار می‌رود و به یک تقاطع جاده گفته می‌شود که در آن، عبور و مرور در یک جهت دور یک پل مرکزی صورت می‌گیرد تا وسایل نقلیه به یکی از خیابان‌هایی که با این چهرراه فلکه‌ای تقاطع پیدا می‌کنند، هدایت شوند.
11. «منشور زندگی»
12. «ادیسهٔ خیال» --- ادیسه: قطعه منظوم رزمی منسوب به هومر شاعر یونانی حاوی شرح مسافرتهای پر حادثهٔ ' ادیسه'

## پرسنل
- Peter Cornelius - گیتار
- Michael Cretu - سازندهٔ آلبوم، مدیریت صدا، وسایل موسیقی
- Sandra Cretu - صداها
- Louisa Stanley - صداها
- Volker Sträter - تصاویر
- Johann Zambryski -دستورالعمل هنری، طراحی

## جدول آماری
| مناطق دنیا            | رتبه |
| --------------------- | ---- |
| اروپا                 | ۳    |
| یونان                 | ۱    |
| نروژ                  | ۱    |
| آلمان                 | ۳    |
| فنلاند                | ۴    |
| اتریش                 | ۴    |
| سوییس                 | ۴    |
| فرانسه                | ۸    |
| سوئد                  | ۸    |
| UK                    | ۱۲   |
| ایتالیا               | ۱۷   |
| USA Billboard Top ۲۰۰ | ۲۵   |

آلبوم - مجلهٔ Billboard (آمریکای شمالی)
| سال  | مناطق دنیا        | موقعیت |
| ---- | ----------------- | ------ |
| ۱۹۹۶ | The Billboard ۲۰۰ | ۲۵     |

تک آهنگ‌ها - مجلهٔ Billboard (آمریکای شمالی)
| سال  | تک آهنگ                | مناطق دنیا            | موقعیت |
| ---- | ---------------------- | --------------------- | ------ |
| ۱۹۹۶ | «Beyond the Invisible» | The Billboard Hot ۱۰۰ | ۸۱     |